# Source Clémentine
Pour la source située au Boulou, voir Thermalisme au Boulou.
La source Clémentine  est une source de la commune de Theux située dans le nord du massif de Spa.

## Situation
La source se situe dans la commune de Theux au lieu-dit Les Digues. Ses eaux naissent dans un ensemble géobiologie appelé le Fenêtre de Theux.

## Utilisation
Riche en bicarbonate et en calcium, elle alimente les 800 m2 des piscines extérieures et intérieures des nouveaux thermes de Spa.